# 5557 Chimikeppuko
5557 Chimikeppuko este un asteroid din centura principală de asteroizi.

## Descriere
5557 Chimikeppuko este un asteroid din centura principală de asteroizi. A fost descoperit pe 7 februarie 1989 la Kitami de Kin Endate și Kazuro Watanabe. Asteroidul prezintă o orbită caracterizată de o semiaxă mare de 2,54 ua, o excentricitate de 0,15 și o înclinație de 5,9° în raport cu ecliptica.